# Салтыковский район (Саратовская область)
Салтыковский район — упразднённая административно-территориальная единица в Саратовской области, существовавшая в 1935—1958 годах. Административный центр — с. Салтыковка.

## История
Район образован 18 января 1935 года в составе Саратовского края (с 1936 года — в Саратовской области). В 1954 — 1957 годах входил в состав Балашовской области.
30 сентября 1958 года Указом Президиума Верховного Совета РСФСР Салтыковский район был упразднён, а его территория разделена между Ртищевским, Екатериновским и Аркадакским районами.

## Административное деление
В 1940 году в состав района входил 21 сельский совет:
| - Горшковский, - Гривский, - Драгуновский, - Еланский, - Змеевский, - Изнаирский, - Каменский, | - Киселевский, - Коленовский, - Кондрашовский, - Крутецкий, - Малиновский, - Октябрьский, - Петропавловский, | - Подгоренский, - Салтыковский, - Сборно-Аркадакский, - Софьинский, - Федоровский, - Чапушинский, - Ярославский, |